# Asienspiele 2022/Bridge
Bei den Asienspielen 2022 wurden vom 27. September bis 6. Oktober 2023 insgesamt drei Wettbewerbe im Bridge ausgetragen. Austragungsort war die Hangzhou Qiyuan(Zhili) Chess Hall.

## Bilanz

### Medaillenspiegel
| Platz  | Land              | Gold | Silber | Bronze | Gesamt |
| ------ | ----------------- | ---- | ------ | ------ | ------ |
| 1      | China             | 1    | 1      | 1      | 3      |
| 2      | Chinesisch Taipeh | 1    | 1      | —      | 2      |
| 3      | Hongkong          | 1    | —      | 1      | 2      |
| 4      | Indien            | —    | 1      | —      | 1      |
| 5      | Singapur          | —    | —      | 2      | 2      |
| 6      | Japan             | —    | —      | 1      | 1      |
| 6      | Thailand          | —    | —      | 1      | 1      |
| Gesamt | Gesamt            | 3    | 3      | 3      | 9      |

### Medaillengewinner
| Disziplin            | Gold                                                                                         | Silber                                                                                                   | Bronze                                                                                                | Bronze |
| -------------------- | -------------------------------------------------------------------------------------------- | --- | --- | --- |
| Herrenmannschaft     | HongkongLai Wai Kit Ho Hoi Tung Ho Wai Lam Chiu Wai Lap Sze Shun Sum Mak Kwok Fai            | IndienRaju Tolani Ajay Prabhakar Khare Sumit Mukherjee Rajeshwar Tewari Jaggy Shivdasani Sandeep Thakral | IndienKazuo Furuta Hiroaki Miura Masayuki Tanaka Hiroko Yokoi                                         | ChinaHu Linlin Ju Chuancheng Liu Jing Liu Yinghao Zhuang Zejun                                                                                      |
| Damenmannschaft      | ChinaYu Xiuting Ran Jingrong Liu Yan Huang Yan                                               | Chinesisch TaipehHsiao Kuan-chu Liu Pei-hua Lin Yin-yu Chen Yin-shou Yang Ming-ching Liu Lin-chin        | HongkongChan Pui Yi Koo Hor Yung Tang Tsz In Tung Sau Yin Wong Wai Man Yeung Hoi Ning                 | SingapurLeong Jia Min Li Lan Lim Jing Xuan Low Siok Hui Ong Jazlene Jingwen Tan Selene                                                              |
| Gemischte Mannschaft | Chinesisch TaipehFan Kang-wei Tsai Po-ya Liu Ming-chien Chen Kuan-hsuan Wu Tzu-lin So Ho-yee | ChinaZhang Yu Wang Jian Hu Junjie Fu Bo Chen Yichao Dai Jianming                                         | SingapurLam Ze Ying Loo Choon Chou Luo Cheng Seet Choon Cheng Tan Guang Yuan Gideon Jon Tan Sock Ngin | ThailandWanna Amornmeswarintara Kanokporn Janebunjong Panjaroon Jariyanuntanaet Kirawat Limsinsopon Kridsadayut Plengsap Pavinee Sitthicharoensawat |